# 弗兰克·福斯
弗兰克·福斯（英語：Frank Foss，1895年5月9日—1989年4月5日），美国男子田径运动员，主攻撑杆跳高。他曾代表美国参加1920年夏季奥林匹克运动会田径比赛，获得男子撑杆跳高金牌。